# Дараниц

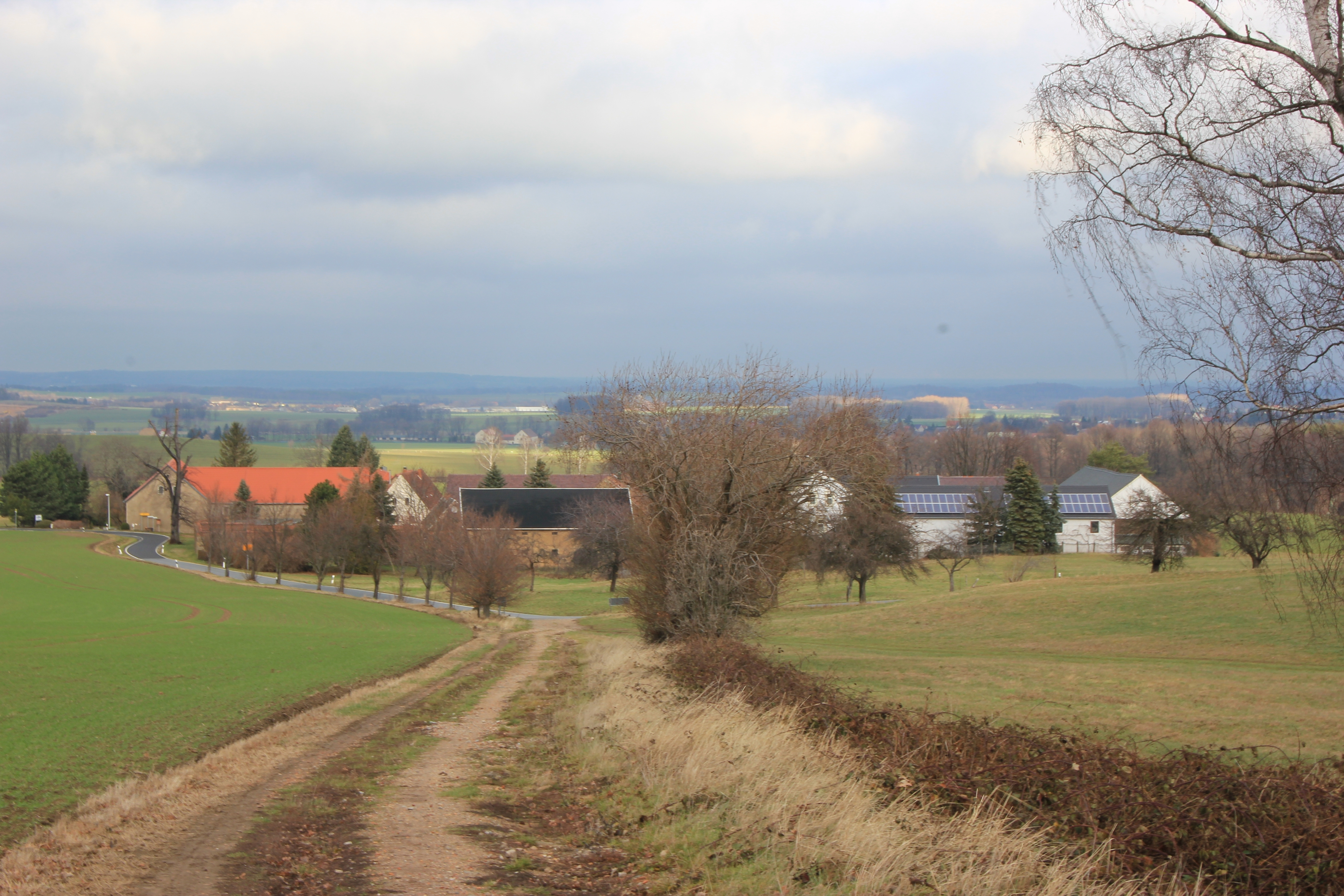

Да́раниц или То́роньца (нем. Grubditz; в.-луж. Torońcaо файле) — деревня в Верхней Лужице, Германия. Входит в состав коммуны Кубшюц района Баутцен в земле Саксония. Подчиняется административному округу Дрезден.

## География
Располагается юго-восточнее Баутцена у подножия холма Мельтойерберг (382, 4 м.). На севере проходит железнодорожная линия Баутцен — Лёбау.
Деревня состоит из нескольких усадеб. Соседние населённые пункты: на севере — деревня Рабоцы, на востоке — деревня Зрешин и на западе — деревня Ясеньца (входит в состав деревни Грубдиц).

## История
Впервые упоминается в 1419 году под наименованием Torgenitz, Torganitz.
С 1936 по 1950 года входила в коммуну Рабиц, с 1950 по 1994 года — в коммуну Енквиц . С 1994 года входит в современную коммуну Кубшюц.
В настоящее время деревня входит в состав культурно-территориальной автономии «Лужицкая поселенческая область», на территории которой действуют законодательные акты земель Саксонии и Бранденбурга, содействующие сохранению лужицких языков и культуры лужичан.
Исторические немецкие наименования.
- Torgenitz, Torganitz, 1419
- Tornicz, 1430
- Torgenitz, 1519
- Darentz, 1589
- Daranitz, 1791

## Население
Официальным языком в населённом пункте, помимо немецкого, является также верхнелужицкий язык.
Согласно статистическому сочинению «Dodawki k statisticy a etnografiji łužickich Serbow» Арношта Муки в 1884 году в деревне проживало 38 человек (из них — 36 серболужичан (95 %)).
| 1834 | 1871 | 1890 | 1910 | 1925 |
| ---- | ---- | ---- | ---- | ---- |
| 28   | 36   | 33   | 35   | 36   |

## Достопримечательности
Памятники культуры и истории земли Саксония
- Жилой дом с хозяйственными постройками, Am Anger 12, вторая половина 1853 год (№ 09251505)